# Peix napoleó

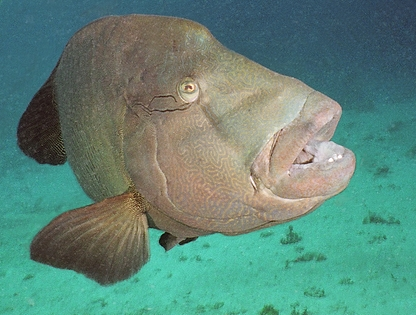
Peix napoleó

El peix napoleó (Cheilinus undulatus) és una espècie de peix de la família dels làbrids i de l'ordre dels perciformes que es troba des del Mar Roig fins a Sud-àfrica, les Tuamotu, les Illes Ryukyu i Nova Caledònia.
Els mascles poden assolir els 229 cm de longitud total i 191 kg de pes.